# Heiro Rzeszów

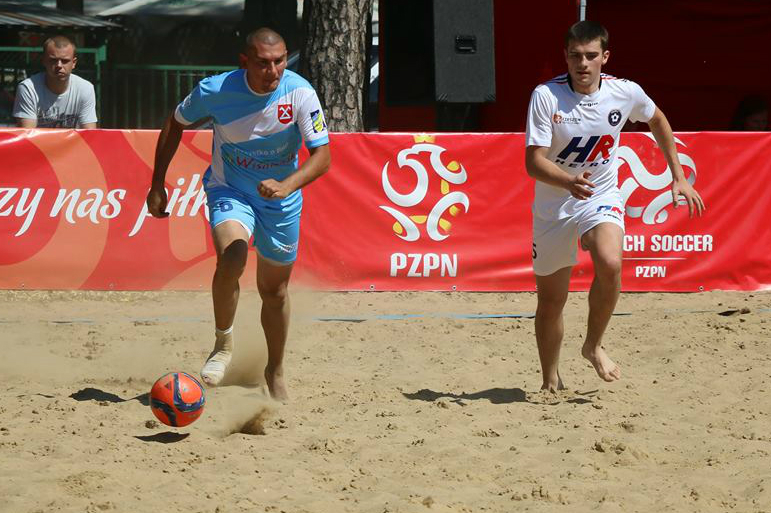
Mecz Heiro Rzeszów ze Zgodą Chodecz podczas turnieju I ligi 2016

Rzeszowska Akademia Futsal Heiro Rzeszów – polski klub futsalowy oraz piłki plażowej z Rzeszowa, występujący w I lidze futsalu, a także od 2016 w I lidze piłki plażowej. Największym sukcesem jest drugie miejsce w I lidze futsalu 2015/2016 oraz udział w turnieju barażowym o awans do Ekstraklasy.

## Udział w rozgrywkach
| Sezon | Rozgrywki ligowe | Rozgrywki ligowe          | Rozgrywki ligowe | Puchar Polski    |
| Sezon | Liga             | Liga                      | Miejsce          | Puchar Polski    |
| ----- | ---------------- | ------------------------- | ---------------- | ---------------- |
| 2016  | II               | I liga (grupa południowa) | 8/9              | nie przystępował |
| 2018  | II               | I liga                    | 4/8              | nie przystępował |
| 2019  | II               | I liga                    | 5/9              | nie przystępował |
| 2021  | II               | I liga                    | 4/6              | nie przystępował |
| 2022  | II               | I liga                    | 3/6              | nie przystępował |

## Kadra
Zawodnicy, którzy wystąpili w I lidze 2015/2016.
| Nr | Poz. | Piłkarz              |
| -- | ---- | -------------------- |
| 1  | BR   | Rafał Piszczek       |
| 5  |      | Andrij Łuciw         |
| 7  |      | Wojciech Dejniak     |
| 9  |      | Paweł Hady           |
| 10 |      | Alvaro Olivares Luna |
| 11 |      | Radosław Adamski     |
| 12 |      | Konrad Maca          |
| 13 |      | Damian Opaliński     |
| 15 |      | Ireneusz Depta       |
| 16 |      | Sławomir Świst       |
| 17 |      | Piotr Codello        |

| Nr | Poz. | Piłkarz             |
| -- | ---- | ------------------- |
| 18 |      | Bartłomiej Przybyło |
| 19 |      | Sebastian Fedan     |
| 20 |      | Piotr Krawczyk      |
| 21 |      | Jarosław Trawka     |
| 22 |      | Jakub Wdowik        |
| 23 |      | Sebastian Brocki    |
| 28 |      | Kamil Mroczek       |
| 33 |      | Marcin Gruszka      |
| 40 | BR   | Arkadiusz Szczęch   |
| 99 | BR   | Bartłomiej Więcek   |